# Мариjан Аргир
Маријан Аргир ( грч. Μαριανός Ἀργυρός  , fl. 944 – 16. август 963) био је византијски аристократа и члан породице Аргир. Као монах, 944. подржао је преузимање власти од стране цара Константина VII, и дозвољено му је да напусти манастир и ступи у царску службу. Одржао је низ виших војних команди, борећи се у јужној Италији против локалних побуњеника и Фатимида, а на Балкану против Мађара. 963. године покушао је да се супротстави преузимању царског престола од стране војсковође Нићифора II Фоке тако што је преузео контролу над Константинопољем и ухапсио његовог оца, Варду Фоку Старијег. Током сукоба који су уследили, ударен је тањиром по глави и умро је следећег дана, 16. августа 963. године.

## Живот

### Порекло и преврати у палати 944
Маријан је био најстарији син генерала Лава Аргира, активног у првим деценијама 10. века. Имао је брата Романа Аргира, који се 921. оженио Агатом, ћерком цара Романа I Лакапина ( в. 920–944 ). Аргири су се стога убрајали међу најчвршће присталице Лакапиновог режима.  Цар Роман I Лакапин је дошао на власт 919. као намесник младог цара Константином VII Порфирогенита ( в. 913–959 ), кога је оженио својом ћерком Хеленом. До децембра 920. његов положај је постао толико неприкосновен да је крунисан за старијег цара.  Да би учврстио своју власт, а можда и са циљем да замени владајућу македонску династију својом породицом, цар Роман I је свог најстаријег сина Христифора подигао у ранг цара - савладара 921. године, док су млађи синови Стефан и Константин проглашени за цареве - савладаре 921. године. 924.  Христифор је умро 931. године, а пошто је цар Константин VII остао по страни, Стефан и Константин су преузели све већи значај, иако су формално и даље били рангирани после свог зета у колегију царева.  Међутим, 943. године, цар Роман I је саставио тестамент којим би цар Константин VII остао као старији цар након његове смрти. Ово је веома узнемирило његова два сина, који су почели да планирају да преузму власт државним ударом, при чему је Стефан очигледно био вођа, а цар Константин VII прилично невољни партнер. 
У том контексту се Маријан Аргир први пут помиње у децембру 944. године. У то време био је монах и од поверења Стефана Лакапина.  Према историчару из 11. века Јовану Скилици, цар Роман I је раније имао част и поверење. Маријан је ипак био један од завереника, људи као што су Василије Петеинос и Манојло Куртикес, који су подржали пуч браће Лакапин 20. децембра, који је успешно свргнуо цара Романа I и протерао га у манастир на острву Проте.    Неколико недеља касније, међутим, уз подршку становништва, цар Константин VII је успео да избаци Лакапине, који су се придружили свом оцу у изгнанству.  Чини се да је Маријан временом променио страну, јер је учествовао у хапшењу Лакапина. Као награду, цар Константин VII, сада једини владар, ослободио га је монашког завета и уздигао га у чин patrikios и место заповедника коњице.   Његово напуштање монаштва донело му је надимак „Апамба“ или „Апабас“ ( Ἄπαμβας/Ἀπαββᾶς ), чија је етимологија нејасна.  

### Команда у јужној Италији
Маријан тада нестаје са сцене све док није послат на челу трупа са темама Македоније и Тракије у експедицији на јужну Италију, коју савремени научници датирају 955. Побуна која је избила у локалним византијским темама Лангобардије и Калабрије, укључујући и царски вазални град-државу Напуљ. Византијска експедициона снага опколила је и опседала Напуљ, све док се град није предао.  Маријан је тада преузео управу над византијским провинцијама Италије: 956. године је посведочен као strategos (гувернер) Калабрије и Лангобардије у повељи о привилегијама за манастир Монте Касино.  Отприлике у исто време, након напада Фатимида на Алмерију, избио је рат између Фатимида и Омејадског калифата у Кордоби. Фатимидски извори извештавају да су Омајади предложили заједничку акцију са Византијом, али се чини да је Маријан био усредсређен на сузбијање побуне, а не на рат са Фатимидима. Византијски изасланици су чак отишли код Фатимидског калифа ал-Муиза и понудили да обнове и продуже постојеће примирје. Ал-Муиз је међутим, одлучан да разоткрије сарадњу Омајада са неверним непријатељем и опонаша достигнућа свог оца, одбио је.   
Калиф је послао нове снаге на Сицилију под вођством Амара ибн Алија ал Калбија и његовог брата ал-Хасана ибн Алија ал-Калбија. У пролеће/лето 956. године, фатимидска флота се сукобила са византијском флотом и победила је у две битке у Месинском мореузу, након чега су уследили напади Фатимида на обалу Калабрије. Након ових препада, Маријан је лично отпутовао на Фатимидски двор и тражио примирје у замену за наставак плаћања харача и годишње ослобађање ратних заробљеника одведених на Истоку. Ал-Муиз је пристао на ове услове, али је рат настављен убрзо након тога, када је византијски адмирал Василије уништио џамију коју су изградили Фатимиди у Регији и извршио напад на Термини. Маријан се стога вратио на Фатимидски двор у другом посланству 957. године, прошавши прво преко Сицилије, где је очигледно предао договорени данак локалном фатимидском гувернеру Ахмаду ибн ал-Хасану ал Калбију. Током пријема код Ал-Му'иза, Маријан је представио писмо цара Константина VII у којем је потврђивао услове договорене током прве амбасаде, али је овог пута ал-Му'из одбио услове. Као резултат неуспеха ових преговора, цар Константин VII је послао огромну експедицију у Италију под адмиралима Крамбеасом и Моролеоном, док је Маријан командовао копненим трупама. Фатимиди, под командом браће Калбид, ал-Хасана и Амара, однели су победу над Маријаном, али након доласка византијских појачања, Фатимидска флота је напустила Калабрију, да би претрпела бродолом при повратку на Сицилију.   Маријан се након тога више не помиње у Италији, иако је можда водио треће посланство Ал-Муизу у септембру 958. године, што је довело до закључења петогодишњег примирја између две силе.  

### Команда на Балкану и смрт
959/961, успешно је сузбио упад Мађара у Тракију, одводећи многе од њих у заробљенике.  У вези са овом операцијом, Теофанов Настављач га назива „ monostrategos на тему Македоније и katepano Запада“, што је положај еквивалентан оној Заповедник војске Запада, који командује свим „ западним“ (европским) трупама. Нејасно је, међутим, да ли се ради о сталном именовању или је реч о ад хок функцији, односно као strategos Македоније и привремени генерални командант одреда из других европских тема. Ово последње је вероватније, пошто је документовано да је Лав Фока Млађи био на положају доместика Запада, али се у то време борио против Арапа на истоку.  
Дана 15. марта 963. године, цар Роман II ( в. 959–963 ) неочекивано је умро, остављајући своје младе синове Василија II и Константина VIII за цареве. Моћни генерал Нићифор Фока (брат Лава) одлучио је да заузме престо за себе, али му се супротставио parakoimomenos (главни коморник) и старатељ младих царева Јосиф Вринга. Тражећи подршку, Вринга је понудио Маријану врховну команду на истоку и потенцијално чак и трон ако би му помогао.    Маријан је прво предложио покушај да се придобије популарни сестрић и поручник Нићифора Фоке, strategos Анатоличке теме, Јован Цимискије. Овај не само да је то одбио, већ је своје писмо однео право ујаку, који је позвао своју војску у Цезареју и натерао их да га прогласе за цара почетком лета.  
Док је Фокина војска напредовала преко Мале Азије на Константинопољ, Маријан је покушао да изведе државни удар у Цариграду са људима из македонских пукова и наоружаним ратним заробљеницима. Овом потезу се успротивило становништво, што је довело до сукоба на улицама. Становништво се посебно разбеснело када је Маријан 15. августа покушао насилно да уклони Фокиног остарелог оца, Варду, из Аја Софије, где је тражио уточиште. Маријан је наводно ударен у главу тањиром, који је бацила жена са крова оближње куће. Смртно рањен, преминуо је следећег дана.    Фокине присталице су брзо превладале након тога. Вринга је био приморан да сам побегне у Аја Софију, а 16. августа Нићифор Фока је крунисан за цара као намесник царева Василија II и Константина VIII. 